# Dschulynka
Dschulynka (ukrainisch Джулинка; russisch Джулинка Dschulinka) ist ein Dorf im Südosten der ukrainischen Oblast Winnyzja mit etwa 3900 Einwohnern (2001).

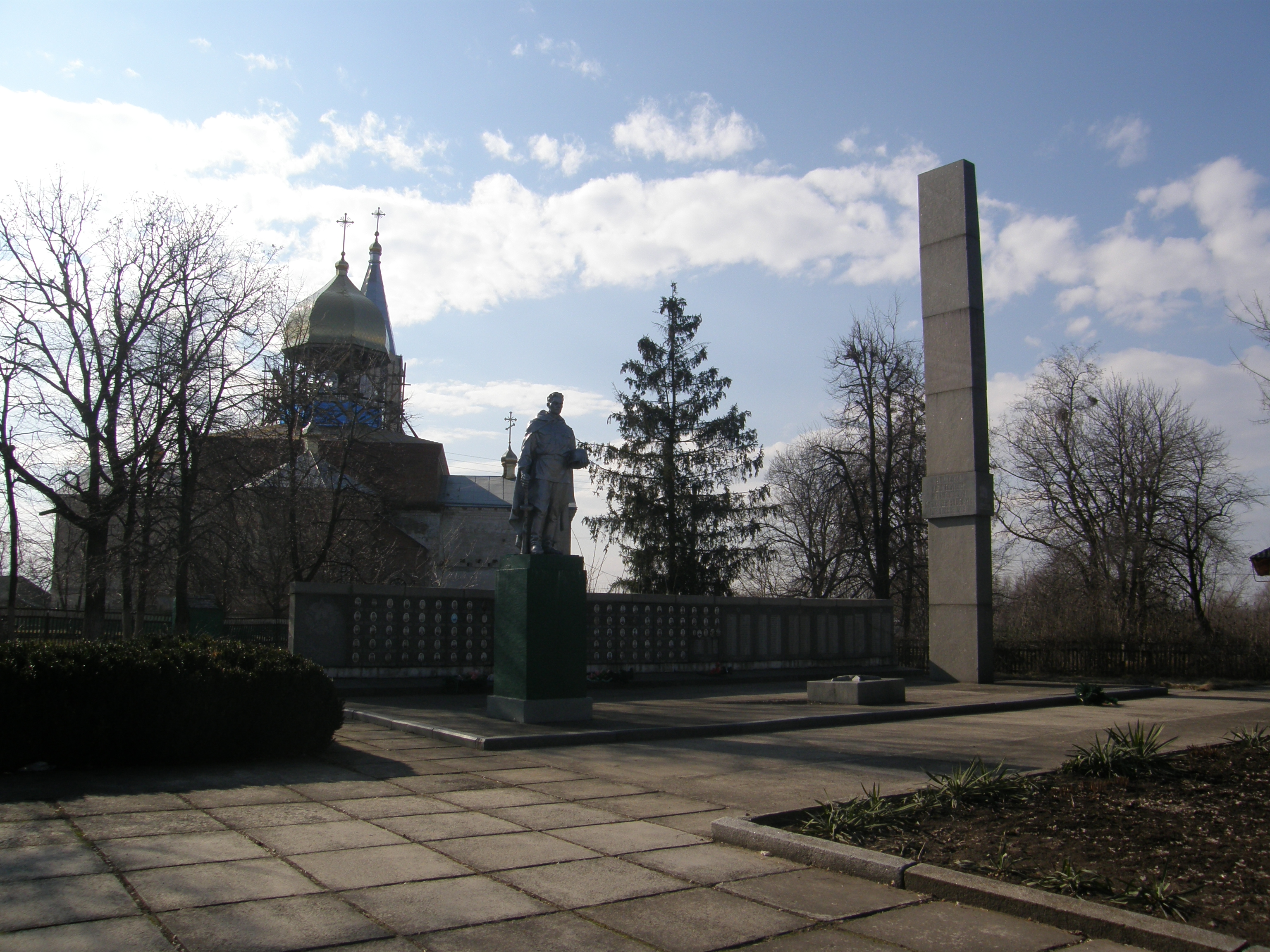
Denkmal und Kirche im Ort

Das erstmals 1681 schriftlich erwähnte Dorf liegt in der historischen Region Podolien am linken Ufer des Südlichen Bugs und an der Territorialstraße T–02–02 21 km nordöstlich vom Rajonzentrum Berschad und 160 km südöstlich vom Oblastzentrum Winnyzja. Das Dorf besitzt seit 1900 eine Bahnstation an der Bahnstrecke Winnyzja–Hajworon.

## Verwaltungsgliederung
Am 15. Juli 2016 wurde das Dorf zum Zentrum der neugegründeten Landgemeinde Dschulynka (Джулинська сільська громада/Dschulynska silska hromada). Zu dieser zählten auch die 3 Dörfer Berisky-Berschadski, Chmariwka und Tschernjatka, bis dahin bildete es zusammen mit dem Dorf Berisky-Berschadski die gleichnamige Landratsgemeinde Dschulynka (Джулинська сільська рада/Dschulynska silska rada) im Nordosten des Rajons Berschad.
Am 12. Juni 2020 kamen noch die 11 in der untenstehenden Tabelle aufgelisteten Dörfer sowie die Ansiedlung Kawkuly zum Gemeindegebiet.
Am 17. Juli 2020 kam es im Zuge einer großen Rajonsreform zum Anschluss des Rajonsgebietes an den Rajon Hajssyn.
Folgende Orte sind neben dem Hauptort Dschulynka Teil der Gemeinde:
| Name                     | Name               | Name                                        |
| ukrainisch transkribiert | ukrainisch         | russisch                                    |
| ------------------------ | ------------------ | ------------------------------------------- |
| Beresiwka                | Березівка          | Берёзовка (Berjosowka)                      |
| Berisky-Berschadski      | Берізки-Бершадські | Берёзки-Бершадские (Berjoski-Berschadskije) |
| Chmariwka                | Хмарівка           | Хмаровка (Chmarowka)                        |
| Djakiwka                 | Дяківка            | Дьяковка (Djadkowka)                        |
| Kawkuly                  | Кавкули            | Кавкулы                                     |
| Mjakochid                | М’якохід           | Мягкоход (Mjagkochod)                       |
| Sawitne                  | Завітне            | Заветное (Sawetnoje)                        |
| Schljachowa              | Шляхова            | Шляховая (Schljachowaja)                    |
| Serebrija                | Серебрія           | Серебрия (Serebrija)                        |
| Seredynka                | Серединка          | Серединка (Seredinka)                       |
| Stawky                   | Ставки             | Ставки (Stawki)                             |
| Teofiliwka               | Теофілівка         | Теофиловка (Teofilowka)                     |
| Terniwka                 | Тернівка           | Терновка (Ternowka)                         |
| Tschernjatka             | Чернятка           | Чернятка                                    |
| Tyrliwka                 | Тирлівка           | Тырловка (Tyrlowka)                         |